# 夢急行で15分
「夢急行で15分」（ゆめきゅうこうでじゅうごふん）は、布施明の自作曲。1983年6月25日発売のアルバム『Woman/布施明'83』に収録され、同年10月から11月にNHKの音楽番組『みんなのうた』で放送された。

## 概要
- 歌手である布施明が自ら作詞・作曲を手がけている。歌詞は、遠いふるさとへ夢の中で一緒に飛んでいこう、と語りかけるというものである。『みんなのうた』の放送では、2番を省略している。
- 『みんなのうた』のアニメーションは、南家こうじが担当した。上記の歌詞の内容を、夕景の中の少年と少女によって描写している。間奏部分では、省略された2番の歌詞をイメージした場面も描かれている。
- 『みんなのうた』では、1983年の初回放送以降、一度も再放送されなかったが、布施のデビュー50周年を前にした2014年、31年ぶりに初めて再放送された。ただし、ラジオのみの放送であった。